# Walter-Ulrich Behrens
Walter-Ulrich Behrens (ur. 1902 w Lipsku, zm. 24 sierpnia 1962) – niemiecki chemik i statystyk, odkrywca (niezależnie od Ronalda Fishera) problemu Behrensa-Fishera oraz rozkładu Behrensa-Fishera.